# Tambasasayama
Tambasasayama (jap. 丹波篠山市, Tamba-Sasayama-shi, alternative Romanisierung Tanba~) ist eine Stadt in der Präfektur Hyōgo in Japan. Bis 2019 hieß die Stadt nur Sasayama (篠山市 Sasayamashi).

## Geographie
Sasayama liegt in einer etwa 10 km langen ausgedehnten Talebene, von bis zu 793 m hohen Bergen umgeben etwa in der Mitte zwischen dem Japanischen Meer und dem Pazifik. Im Osten grenzt es an die Präfektur Kyōto, im Südosten an die Präfektur Osaka.

## Geschichte
Sasayama ist eine alte Burgstadt, in der zuletzt der Aoyama-Klan residierte. Am 1. April 1994 entstand aus dem Zusammenschluss der Gemeinden Sasayama (篠山町, -chō), Nishiki (西紀町, -chō), Tannan (丹南町, -chō) und Konda (今田町, -chō) des Taki-gun (多紀郡) die Stadt Sasayama. In den ehemaligen Gemeinden befinden sich heute Zweigstellen des Rathauses.
Zum 1. Mai 2019 wurde die Stadt Sasayama in Tamba-Sasayama umbenannt. In einer Volksabstimmung im November 2018 hatten 56,5 % der Abstimmenden der Namensänderung zugestimmt. Die Beteiligung lag bei 69,79 % und damit deutlich über dem erforderlichen Quorum von 50 %. Gleichzeitig wurde Bürgermeister Takaaki Sakai im Amt bestätigt, der die Namensänderung vorangetrieben hatte und wegen der von Bürgergruppen erfolgreich durchgesetzten Volksabstimmung zurückgetreten war.

## Sehenswürdigkeiten

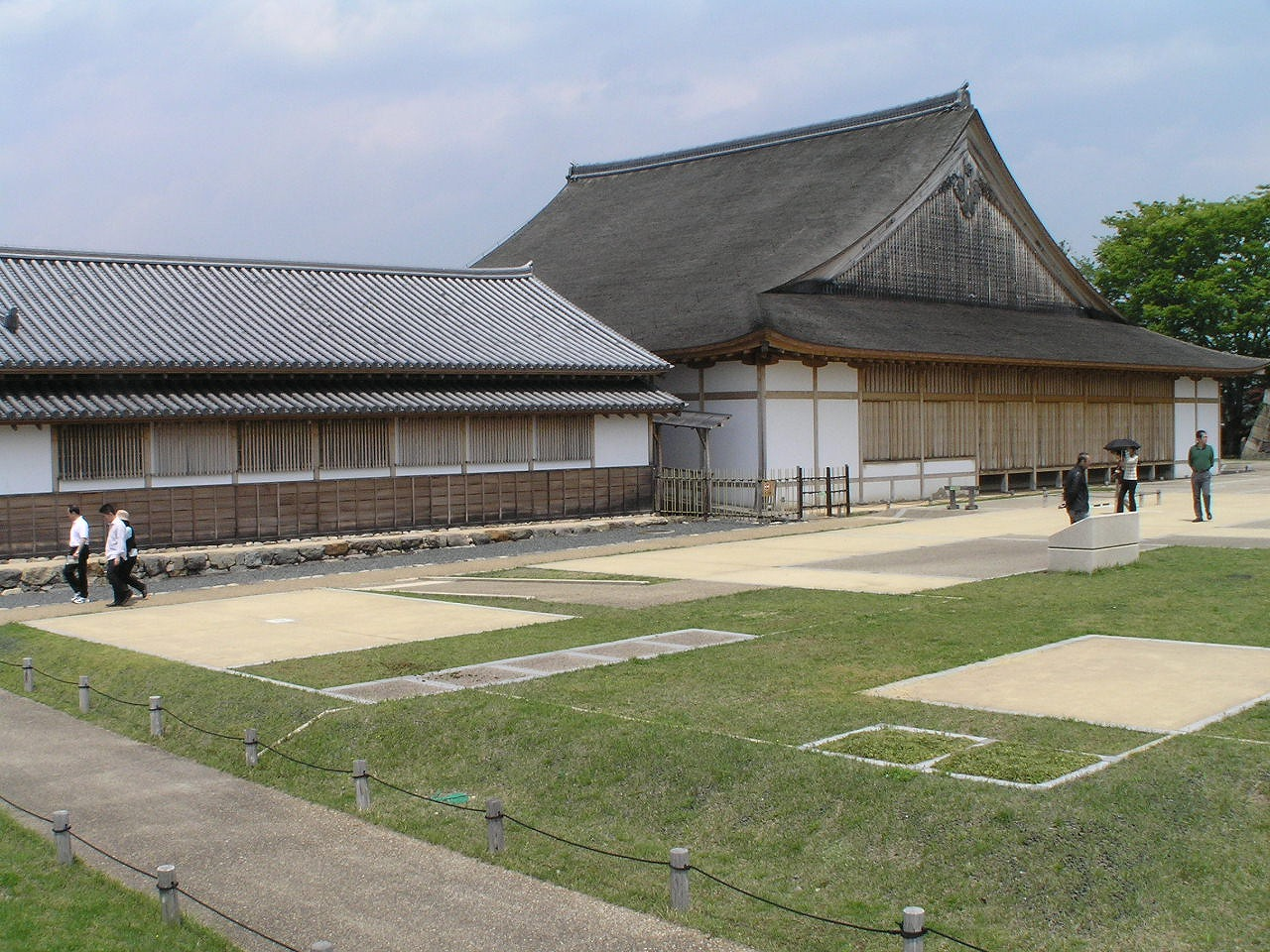
Burg Sasayama

Die Ruine der Burg Sasayama überblickt die Stadt, stellt deren Symbol und wichtigste Sehenswürdigkeit dar. Auf dem typisch steinernen Sockel wurde das Historische Museum Sasayama in einem neuen Holzbau errichtet.
Weitere Sehenswürdigkeiten sind die Ruine der Burg Yakami und das historische Dorf Aoyama.
Im August jedes Jahres findet das Dekanshon-Matsuri statt.

## Verkehr
Fünf Bahnhöfe der JR Fukuchiyama-Linie liegen am westlichen Rand des Stadtgebietes:
- Kusano
- Furuichi
- Minami-Yashiro
- Sasayamaguchi
- Tamba-Oyama

Mit der Auffahrt Tannan-Sasayama ist Sasayama an die Maizuru-Wakasa-Autobahn des japanischen Autobahnnetzes angeschlossen.

## Söhne und Töchter der Stadt
- Bunchin Katsura, Rakugoka
- Andō Kisaburō (1879–1954), Offizier und Politiker

## Städtepartnerschaften
- Walla Walla (Washington) in den USA – seit 1972
- Epidauros in Griechenland – seit 1988

## Angrenzende Städte und Gemeinden
- Präfektur Hyōgo
  - Katō
  - Tamba
  - Sanda
  - Nishiwaki
  - Inagawa
- Präfektur Kyōto
  - Nantan
  - Fukuchiyama
  - Kyōtamba
- Präfektur Osaka
  - Nose